# Юрий Васильевич (князь белозерский)
Юрий (Георгий) Васильевич (умер около 1389) — удельный князь Белозерский с 1380 года.

## Биография
Сын князя Василия Романовича. Известен только по родословным. Князь Юрий, оставшись старшим из князей Белозерских после 1380 года, занял Белозерское княжество, которым владел приблизительно до 1389 года, когда таковым начал распоряжаться Великий князь Московский Дмитрий Иванович Донской; около этого года, вероятно, Юрий умер. После его смерти Белозерское княжество, как самостоятельный удел, перестало существовать, так что он был последним удельным князем Белозерским. У него было три сына: бездетный Давид, предок князей Белосельских Роман и предок князей Андогских и Вадбольских Андрей.